# Mendefera

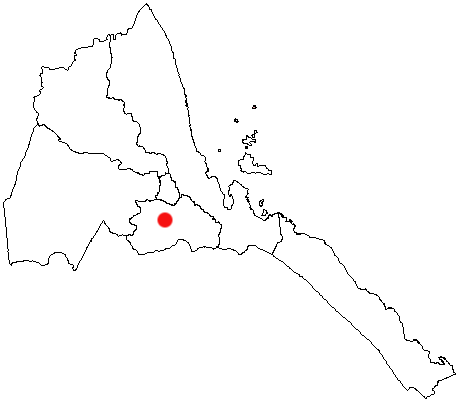
Położenie Mendefery w Erytrei

Mendefera, dawniej Adi Ugri – miasto w zachodniej Erytrei; 29 tys. mieszkańców (2006). Ośrodek przemysłowy.